# 大場正男
大場 正男（おおば まさお、1928年 - 2008年1月26日）は、日本の版画家。孔版画の一種である、インキを透す特殊和紙を版材とするペーパー・スクリーン版画の発展興隆に注力した。

## 経歴
- 1956年 - 孔版画を始める。
- 1969年 - CWAJ現代版画展（東京アメリカンクラブ）に出品（以降毎年出品）。
- 1997年 - 文部省検定済教科書高等学校用（三省堂）の表紙絵に作品が採用される。
- 2000年 - 第25回福岡市文化賞受賞。
- 2001年 - 太宰府天満宮千百年祭『餘香帖』献納作家に選出され作品を奉納。
- 2008年 - 福岡市にて逝去。

## 作品の主な所蔵先
- マルメ現代美術センター（英語版）
- マルボルク城ミュージアム
- ロサンゼルス・カウンティ美術館
- ケンタッキー大学